# Arcidiocesi di Mariana

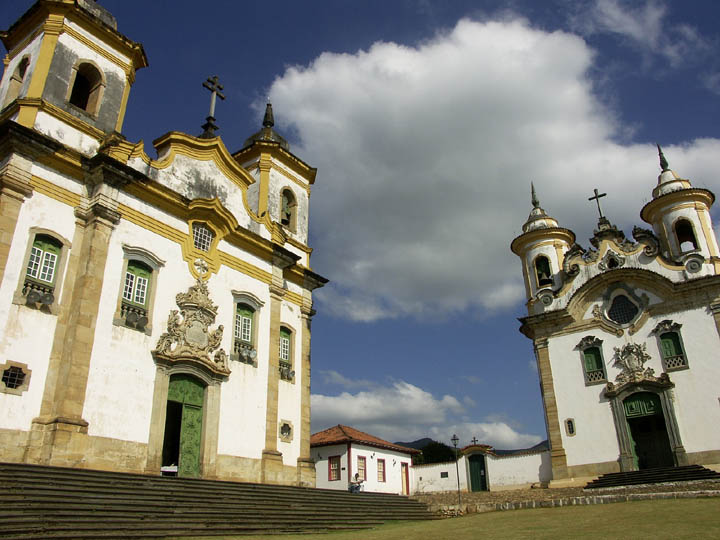
Due chiese barocche nel centro di Mariana.

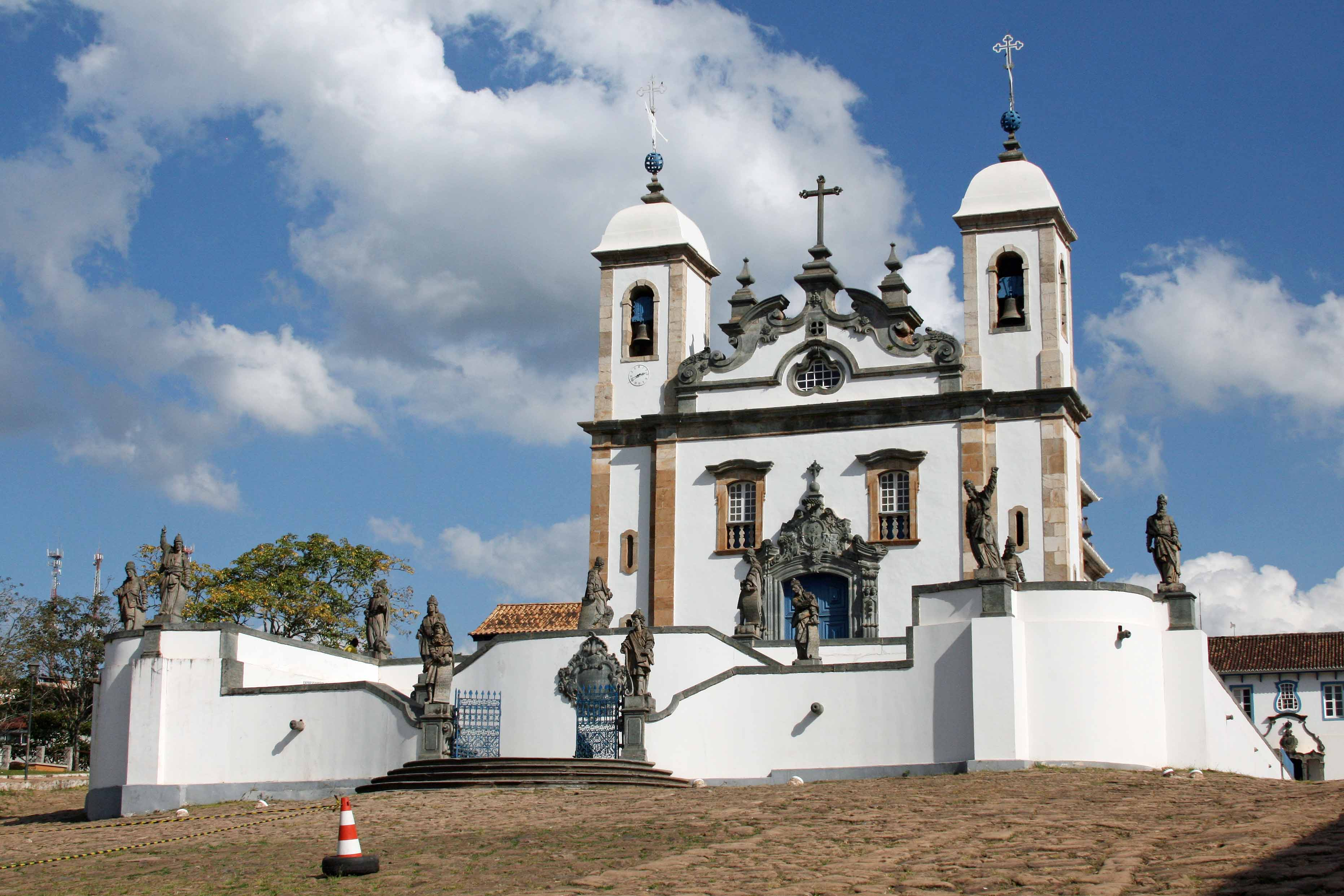
Il santuario del Buon Gesù di Congonhas, patrimonio mondiale dell'umanità.

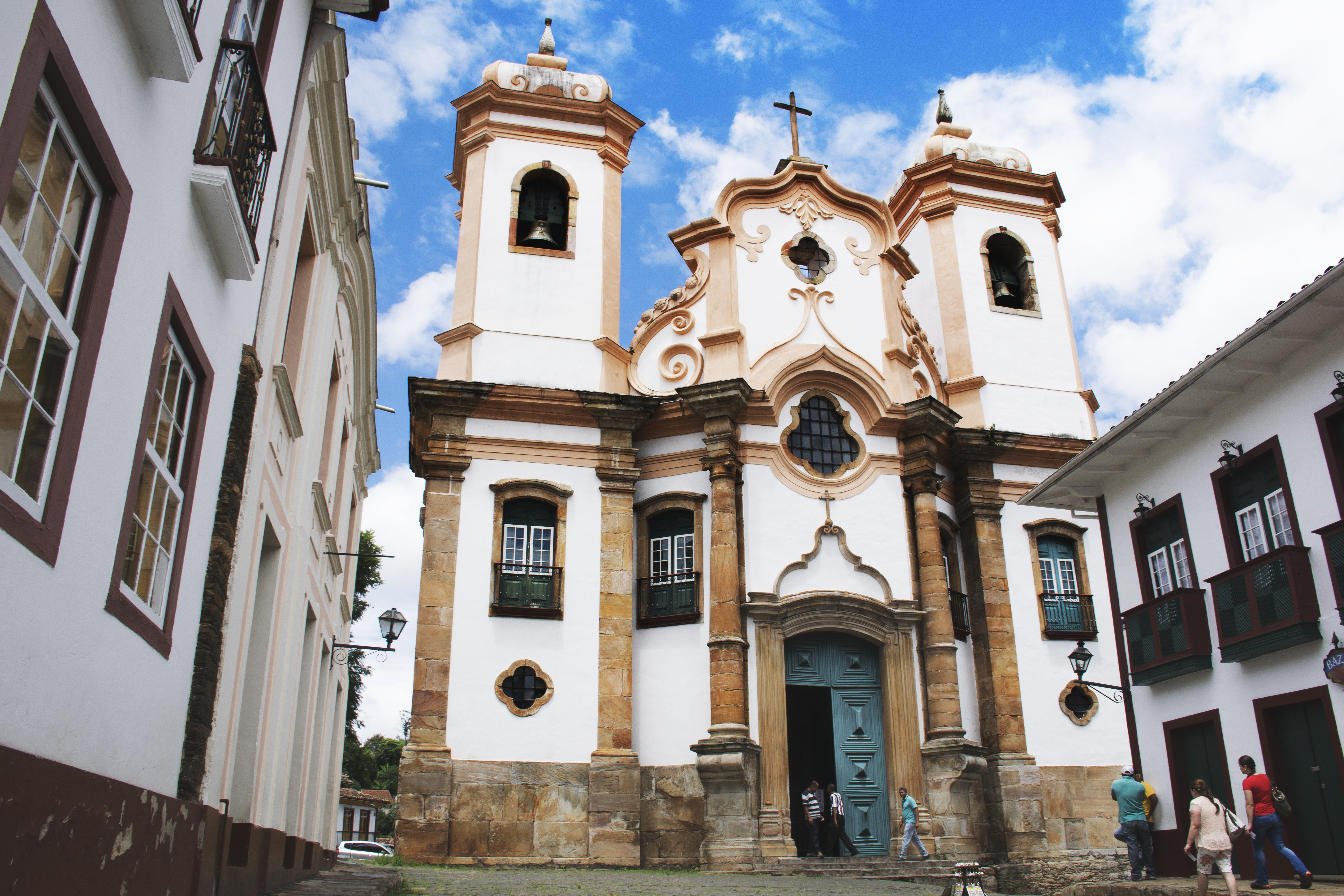
La basilica minore Nossa Senhora do Pilar di Ouro Preto.

L'arcidiocesi di Mariana (in latino: Archidioecesis Marianensis) è una sede metropolitana della Chiesa cattolica in Brasile. Nel 2021 contava 1.004.481 battezzati su 1.255.601 abitanti. È retta dall'arcivescovo Airton José dos Santos.

## Territorio
L'arcidiocesi comprende 79 comuni nella parte meridionale dello stato brasiliano di Minas Gerais: Mariana, Abre-Campo, Acaiaca, Alfredo Vasconcelos, Alto Rio Doce, Amparo do Serra, Antônio Carlos, Araponga, Barão de Cocais, Barbacena, Barra Longa, Brás Pires, Cajuri, Canaã, Capela Nova, Caranaíba, Carandaí, Catas Altas, Catas Altas da Noruega, Cipotânea, Coimbra, Congonhas, Conselheiro Lafaiete, Cristiano Otoni, Desterro do Melo, Diogo de Vasconcelos, Divinésia, Dom Silvério, Dores do Turvo, Entre Rios de Minas, Ervália, Guaraciaba, Ibertioga, Itabirito, Itaverava, Jeceaba, Jequeri, Lamim, Matipó, Mercês, Oliveira Fortes, Oratórios, Ouro Branco, Ouro Preto, Paiva, Paula Cândido, Pedra Bonita, Pedra do Anta, Piedade de Ponte Nova, Piranga, Ponte Nova, Porto Firme, Presidente Bernardes, Queluzito, Raul Soares, Ressaquinha, Rio Casca, Rio Doce, Rio Espera, Rio Pomba, Santa Bárbara, Santa Bárbara do Tugúrio, Santa Cruz do Escalvado, Santa Margarida, Santana dos Montes, Santo Antônio do Grama, São Brás do Suaçuí, São Miguel do Anta, São Pedro dos Ferros, Sem-Peixe, Senador Firmino, Senhora de Oliveira, Senhora dos Remédios, Sericita, Silveirânia, Tabuleiro, Teixeiras, Urucânia e Viçosa.
Sede arcivescovile è la città di Mariana, dove si trova la cattedrale dell'Assunzione di Maria Vergine. Nel territorio sorgono altre 4 basiliche minori: la basilica di Nostra Signora del Pilar a Ouro Preto, la basilica del Buon Gesù a Congonhas, la basilica del Sacro Cuore di Gesù a Conselheiro Lafaiete e la basilica di San Giuseppe operaio a Barbacena.
Il territorio si estende su una superficie di 22.680 km² ed è suddiviso in 136 parrocchie, raggruppate in 5 regioni pastorali.

### Provincia ecclesiastica
La Provincia ecclesiastica di Mariana, istituita nel 1906, comprende 3 suffraganee:
- diocesi di Caratinga,
- diocesi di Governador Valadares,
- diocesi di Itabira-Fabriciano.

## Storia
La diocesi di Mariana fu eretta il 6 dicembre 1745 con il breve Candor lucis aeternae di papa Benedetto XIV, ricavandone il territorio dalla diocesi di Rio de Janeiro (oggi arcidiocesi). Originariamente era suffraganea dell'arcidiocesi di San Salvador di Bahia. Fu la sesta diocesi ad essere istituita in terra brasiliana.
Il primo vescovo, Manoel da Cruz Nogueira, fondò il seminario diocesano il 20 dicembre 1750.
Il 6 giugno 1854 cedette una porzione del suo territorio a vantaggio dell'erezione della diocesi di Diamantina (oggi arcidiocesi).
Il 27 aprile 1892 entrò a far parte della provincia ecclesiastica dell'arcidiocesi di Rio de Janeiro.
Il 6 luglio 1897 per effetto del decreto Ad Sanctissimum della Sacra Congregazione Concistoriale incorporò la porzione del territorio dell'arcidiocesi di Rio de Janeiro che era compresa nello stato di Minas Gerais.
Il 4 agosto 1900 cedette un'altra porzione di territorio a vantaggio dell'erezione della diocesi di Pouso Alegre (oggi arcidiocesi).
Il 1º maggio 1906 la diocesi è stata elevata al rango di arcidiocesi metropolitana con la bolla Sempiternam humani generis di papa Pio X.
Successivamente ha ceduto altre porzioni di territorio a vantaggio dell'erezione di nuove diocesi e precisamente:
- la diocesi di Caratinga il 15 dicembre 1915;
- la diocesi di Aterrado (oggi diocesi di Luz) il 18 luglio 1918;
- la diocesi di Belo Horizonte (oggi arcidiocesi) l'11 febbraio 1921;
- la diocesi di Juiz de Fora (oggi arcidiocesi) il 1º febbraio 1924;
- la diocesi di Leopoldina il 28 marzo 1942;
- la diocesi di São João del Rei il 21 maggio 1960;
- la diocesi di Itabira (oggi diocesi di Itabira-Fabriciano) il 14 giugno 1965.

## Cronotassi dei vescovi
Si omettono i periodi di sede vacante non superiori ai 2 anni o non storicamente accertati.
- Manoel da Cruz Nogueira, O.Cist. † (15 dicembre 1745 - 3 gennaio 1764 deceduto)
  - Sede vacante (1764-1771)
- Joaquim Borges de Figueroa † (17 giugno 1771 - 8 marzo 1773 nominato arcivescovo di San Salvador di Bahia)
- Bartolomeu Manoel Mendes dos Reis † (8 marzo 1773 - 28 agosto 1778 dimesso)
- Domingos da Encarnação Pontével, O.P. † (1º marzo 1779 - 16 giugno 1793 deceduto)
  - Sede vacante (1793-1797)
- Cypriano de São José, O.F.M.Ref. † (24 luglio 1797 - 14 agosto 1817 deceduto)
  - Sede vacante (1817-1819)
- José da Santíssima Trindade Leite, O.F.M. † (27 settembre 1819 - 28 settembre 1835 deceduto)
  - Sede vacante (1835-1840)
- Carlos Pereira Freire de Moura † (17 dicembre 1840 - 4 marzo 1841 deceduto)
  - Sede vacante (1841-1844)
- Antônio Ferreira Viçoso, C.M. † (22 gennaio 1844 - 7 luglio 1875 deceduto)
- Antônio Maria Corrêa de Sá e Benevides † (25 giugno 1877 - 15 luglio 1896 deceduto)
- Silvério Gomes Pimenta † (3 dicembre 1897 - 1º settembre[2] 1922 deceduto)
- Helvécio Gomes de Oliveira, S.D.B. † (1º settembre 1922 succeduto[3] - 25 aprile 1960 deceduto)
- Oscar de Oliveira † (25 aprile 1960 succeduto - 6 aprile 1988 ritirato)
- Luciano Pedro Mendes de Almeida, S.I. † (6 aprile 1988 - 27 agosto 2006 deceduto)
- Geraldo Lyrio Rocha † (11 aprile 2007 - 25 aprile 2018 ritirato)
- Airton José dos Santos, dal 25 aprile 2018

## Statistiche
L'arcidiocesi nel 2021 su una popolazione di 1.255.601 persone contava 1.004.481 battezzati, corrispondenti all'80,0% del totale.
| anno | popolazione | popolazione | popolazione | presbiteri | presbiteri | presbiteri | presbiteri                | diaconi | religiosi | religiosi | parrocchie |
| anno | battezzati  | totale      | %           | numero     | secolari   | regolari   | battezzati per presbitero | diaconi | uomini    | donne     | parrocchie |
| ---- | ----------- | ----------- | ----------- | ---------- | ---------- | ---------- | ------------------------- | ------- | --------- | --------- | ---------- |
| 1949 | 897.500     | 900.000     | 99,7        | 250        | 161        | 89         | 3.590                     |         | 136       | 129       | 133        |
| 1966 | 890.000     | 895.233     | 99,4        | 212        | 128        | 84         | 4.198                     |         | 11        | 44        | 108        |
| 1976 | 776.000     | 862.224     | 90,0        | 153        | 104        | 49         | 5.071                     |         | 68        | 385       | 118        |
| 1980 | 840.000     | 974.000     | 86,2        | 150        | 103        | 47         | 5.600                     |         | 56        | 367       | 105        |
| 1990 | 1.020.000   | 1.122.000   | 90,9        | 154        | 125        | 29         | 6.623                     |         | 39        | 324       | 112        |
| 1999 | 1.080.000   | 1.200.000   | 90,0        | 198        | 169        | 29         | 5.454                     | 4       | 38        | 280       | 117        |
| 2000 | 853.432     | 1.066.791   | 80,0        | 191        | 165        | 26         | 4.468                     | 5       | 34        | 286       | 119        |
| 2001 | 989.223     | 1.099.136   | 90,0        | 210        | 184        | 26         | 4.710                     | 7       | 34        | 296       | 123        |
| 2002 | 879.308     | 1.099.136   | 80,0        | 213        | 185        | 28         | 4.128                     | 7       | 36        | 293       | 121        |
| 2003 | 899.308     | 1.099.136   | 81,8        | 208        | 180        | 28         | 4.323                     | 7       | 36        | 297       | 111        |
| 2004 | 924.266     | 1.099.136   | 84,1        | 204        | 172        | 32         | 4.530                     | 8       | 40        | 300       | 122        |
| 2013 | 1.069.000   | 1.274.000   | 83,9        | 195        | 171        | 24         | 5.482                     | 23      | 41        | 194       | 135        |
| 2016 | 1.080.000   | 1.242.936   | 86,9        | 193        | 168        | 25         | 5.595                     | 24      | 38        | 155       | 135        |
| 2019 | 1.004.539   | 1.247.923   | 80,5        | 201        | 177        | 24         | 4.997                     | 23      | 39        | 160       | 135        |
| 2021 | 1.004.481   | 1.255.601   | 80,0        | 218        | 193        | 218        | 4.607                     | 36      | 40        | 159       | 136        |